# Фаза быстрого сна (альбом)
Это статья о студийном альбоме рок-группы «Animal ДжаZ». О биологическом явлении см. Фаза быстрого сна.

«Фаза быстрого сна» — десятый студийный альбом питерской группы «Animal ДжаZ». Седьмой по счёту электрический альбом группы и первый, записанный при помощи поклонников (краудфандинг).
Альбом посвящён певице МакSим, кроме четырёх песен: «Фаза быстрого сна», «Джига», «Время — не деньги» и «Тело».

## Запись
Группа собрала деньги на запись альбома со своих фанатов раньше запланированного срока (до апреля 2013) — за полтора месяца, о чём стало известно в декабре 2012, но было принято решение не закрывать проект, а дать поклонникам возможность продолжить акционирование и получить за это бонусы.
17 января 2013 стало известно, что новый альбом будет называться «Фаза быстрого сна». Сведение пластинки производилось без музыкантов группы, которые разъехались по разным местам, в частности сам Михалыч был в Индии.
Михалыч об альбоме:
Мы много экспериментировали в 2012 году, в том числе и со стилем. Выпустили 5 клипов, все очень разные, записали дуэт c Васей Васиным (Кирпичи) и с певицей МакSим. В последнем случае сняли клип, у которого уже почти 2 миллиона просмотров и море критики от наших старых фанатов, мол, опопсели и прочее. Мы не отвечали на выпады, мы спокойно работали над новым альбомом, потому что прекрасно понимали, что новый диск никого не разочарует. Мы не уходим от своих корней, это будет типичный альбом Animal ДжаZ.

## Список композиций
Слова и музыка всех песен — Михалыч, если не указано иное.
| №   | Название                   | Текст песни         | Музыка                      | Длительность |
| --- | -------------------------- | ------------------- | --------------------------- | ------------ |
| 1.  | «Фаза быстрого сна»        |                     |                             | 4:58         |
| 2.  | «Прощай»                   |                     | Евгений Ряховский           | 4:14         |
| 3.  | «Анамнез»                  |                     |                             | 4:24         |
| 4.  | «В серебре»                |                     | Михалыч, Александр Заранкин | 4:15         |
| 5.  | «Ложь»                     |                     |                             | 6:09         |
| 6.  | «Любовь — это яд»          |                     | Евгений Ряховский           | 3:43         |
| 7.  | «Поджигай»                 |                     | Евгений Ряховский           | 4:29         |
| 8.  | «Паук»                     |                     |                             | 4:01         |
| 9.  | «Тело»                     |                     |                             | 3:12         |
| 10. | «Джига» (feat. Вася Васин) | Михалыч, Вася Васин |                             | 4:59         |
| 11. | «Оригами»                  |                     |                             | 3:39         |
| 12. | «Жить»                     |                     | Евгений Ряховский           | 6:14         |
| 13. | «Любовь»                   |                     |                             | 3:43         |
| 14. | «Между нами»               |                     | Animal ДжаZ                 | 5:07         |

- Бонус-треки

| №   | Название                  | Текст песни     | Длительность |
| --- | ------------------------- | --------------- | ------------ |
| 15. | «Живи» (feat. МакSим)     | Михалыч, МакSим | 5:35         |
| 16. | «Время — не деньги»       |                 | 3:29         |
| 17. | «Анамнез» (live ComedyFM) |                 | 3:02         |
| 18. | «Ложь» (live Наше радио)  |                 | 5:56         |
| 19. | «Паук» (live ComedyFM)    |                 | 3:42         |
| 20. | «Поджигай» (live KP)      |                 | 3:43         |
| 21. | «Прощай» (live KP)        |                 | 3:37         |

## Клипы
1. Любовь
2. Джига
3. Живи
4. Паук
5. Анамнез